# 22 octobre 1962
Le lundi 22 octobre 1962 est le 295e jour de l'année 1962.

## Naissances
- Bob Odenkirk, acteur, scénariste, producteur et réalisateur américain
- Christophe Ichas, footballeur français
- Elena Cattaneo, neurobiolologiste et personnalité politique italienne
- Hüseyin Kenan Aydın, personnalité politique allemande
- João Amoêdo, ingénieur, banquier, homme d'affaires et homme politique brésilien
- Manuel Rodrigues, pilote automobile français
- Oleg Makarov, patineur artistique
- Peter Vanvelthoven, personnalité politique belge
- Steven Smith, cavalier britannique de saut d'obstacles

## Décès
- Samouïl Feinberg (né le 26 mai 1890), musicien russe
- Sigmund Neumann (né le 1er mai 1904), politologue américain d'origine allemande

## Événements
- Discours de John Fitzgerald Kennedy, président des USA, sur la crise de Cuba[1].
- Création du club de football suédois : FBK Balkan